# Ensenadense
El Ensenadense o SALMA Ensenadense (del  inglés South American land mammal ages) es una edad mamífero de América del Sur, división establecida para definir una escala geológica de tiempo para la fauna de mamíferos sudamericanos. Su límite inferior se sitúa en 1,2 Ma, mientras que su límite superior se ubica en 0,4 Ma.
Bioestratigráficamente el Ensenadense se reconoce por la presencia de su taxón guía: Mesotherium cristatum, en lo que se conoce como Biozona de Mesotherium cristatum, y corresponde al Pleistoceno temprano a medio. Para algunos autores incluye al bonaerense (Pleistoceno medio) con su taxón guía Megatherium americanum. Un importante recambio faunístico se produjo entre el Ensenadense y el bonaerense, el cual influyó posteriormente en la conformación de la biota pampeana moderna.
La zona tipo es el Bajo San José, provincia de Buenos Aires, centro-este de la Argentina. El estrato tipo comprende la parte inferior de la «secuencia San José», desde 2 m a partir de la base de la cantera.
Los taxones exhumados sugieren un entorno complejo, de espacios abiertos con bosques dispersos, localmente asociados a cuerpos de agua templado-cálidos, como el sistema fluvial sugerido por el análisis de facies.
Es característica del ensenadense la «formación Ensenada». Se identificaron sedimentos atribuibles al ensenadense en canteras y excavaciones edilicias de la ciudad autónoma de Buenos Aires, en la ciudad de La Plata, y en numerosas localidades de la provincia de Buenos Aires.
Los afloramientos costeros son los que ofrecen la mejor representación del ensenadense, destacando el área costera bonaerense del Río de la Plata y su propio lecho, los cuales son paleontológicamente conocidos como las “toscas del Río de la Plata”. Las áreas portadoras de restos situadas en el propio lecho del río sólo son prospectables en los escasos episodios en que ocurren excepcionales bajantes del nivel normal de las aguas.

## Sucesión de las edades mamífero de América del Sur
| Predecesor: Marplatense | Ensenadense Edades mamífero de América del Sur | Sucesor: Bonaerense |